# Celosia welwitschii
Celosia welwitschii är en amarantväxtart som beskrevs av Schinz. Celosia welwitschii ingår i släktet celosior, och familjen amarantväxter. Inga underarter finns listade i Catalogue of Life.